# Such a Lovely Place
『Such a Lovely Place』（サッチ・ア・ラブリー・プレイス）は、槇原敬之8枚目のオリジナル・アルバム。1997年11月27日にSony Recordsよりリリースされた。

## 解説
- アルバム・キャッチコピーは、『僕達は、人という名の花なんだ』。
- 『UNDERWEAR』から1年1ヶ月振りの新作。7年在籍したワーナーミュージック・ジャパンを離れ、Sony Records移籍第一弾。
- リカット含めシングル表題曲を3曲収録。本作から槇原がセルフプロデュース。
- 槇原初のCD-EXTRA仕様で、期間限定でレコーディングの秘蔵映像・日記を視聴出来た。
- 1999年5月21日、高音質のSuper Audio CD盤が発売された。
- 2003年2月にCD-BOX『槇原敬之BOX』の1枚としてコンパイル。
- 2007年初頭に「素直〜Album Version〜」がバンホーテンのCMに使用。それを機にSony Music Directから品番変更の上プライスダウンされて再発。

## 収録曲
| 全作詞・作曲・編曲: 槇原敬之。 |                              |          |            |      |
| #                              | タイトル                     | 作詞     | 作曲・編曲 | 時間 |
| 1.                             | 「うたたね」                 | 槇原敬之 | 槇原敬之   | 6:18 |
| 2.                             | 「Fan Club Song」            | 槇原敬之 | 槇原敬之   | 6:03 |
| 3.                             | 「Cleaning Man」             | 槇原敬之 | 槇原敬之   | 5:32 |
| 4.                             | 「モンタージュ」             | 槇原敬之 | 槇原敬之   | 3:36 |
| 5.                             | 「手をつないで帰ろ」         | 槇原敬之 | 槇原敬之   | 5:28 |
| 6.                             | 「素直 ～Album Version～」   | 槇原敬之 | 槇原敬之   | 3:58 |
| 7.                             | 「情熱 ～Album Version～」   | 槇原敬之 | 槇原敬之   | 4:58 |
| 8.                             | 「印度式」                   | 槇原敬之 | 槇原敬之   | 4:59 |
| 9.                             | 「僕のものになればいいのに」 | 槇原敬之 | 槇原敬之   | 6:29 |
| 10.                            | 「足音」                     | 槇原敬之 | 槇原敬之   | 5:02 |
| 11.                            | 「Such a Lovely Place」      | 槇原敬之 | 槇原敬之   | 6:49 |
| 合計時間:                      | 合計時間:                    | 59:12    |            |      |

### 解説
1. うたたね
2. Fan Club Song
3. Cleaning Man
4. モンタージュ
  - 18thシングル。
  - 日本テレビ系テレビドラマ『恋の片道切符』主題歌
5. 手をつないで帰ろ
6. 素直 ～Album Version～
  - 17thシングル。
  - 片岡物産"バンホーテン ミルクココア" CMソング
7. 情熱 ～Album Version～
  - 17thシングルのカップリング曲。
8. 印度式
9. 僕のものになればいいのに
  - 18thシングルのカップリング曲。
10. 足音
  - 後に19thシングルとしてリカットされた。
  - ジョージア提供1998年長野オリンピック聖火リレー公式応援ソング（NAOC L-321）
11. Such a Lovely Place

## 関連作品
モンタージュ
- NORIYUKI MAKIHARA SINGLE COLLECTION 〜Such a Lovely Place 1997-1999〜
- 槇原敬之 Song Book "since 1997〜2001"
- Completely Recorded

素直
- NORIYUKI MAKIHARA SINGLE COLLECTION 〜Such a Lovely Space 1997-1999〜
- 槇原敬之 Song Book “since 1997〜2001”
- Completely Recorded
- Noriyuki Makihara 20th Anniversary Best LOVE

情熱
- NORIYUKI MAKIHARA SINGLE COLLECTION 〜Such a Lovely Space 1997-1999〜

印度式
- 槇原敬之 Song Book “since 1997〜2001”

僕のものになればいいのに
- NORIYUKI MAKIHARA SINGLE COLLECTION 〜Such a Lovely Space 1997-1999〜

足音
- NORIYUKI MAKIHARA SINGLE COLLECTION 〜Such a Lovely Space 1997-1999〜
- 槇原敬之 Song Book “since 1997〜2001”
- Completely Recorded

Such a Lovely Space
- 槇原敬之 Song Book “since 1997〜2001”